# Бараниха (Новгородская область)
Бараниха — деревня в Новгородском районе Новгородской области России. Входит в состав Савинского сельского поселения.

## География
Расположена на  берегу реки Мста в лесной местности.

## История
Упразднена решением облисполкома 26.08.1968 № 490.
Статус населённого пункта — деревни, на территории Новоселицкого сельсовета,  придан 26 марта 2003 года, постановлением Новгородской областной Думы № 348-III ОД «О наименовании вновь возникших сельских поселений Новгородского района».
До весны 2014 года деревня входила в состав ныне упразднённого Новоселицкого сельского поселения.

## Население
| 2010 |
| ---- |
| 15   |